# 30.000 Meilen unter dem Meer
30.000 Meilen unter dem Meer ist ein US-amerikanischer Abenteuerfilm von Gabriel Bologna aus dem Jahr 2007. Es handelt sich um eine Filmadaption des Romans 20.000 Meilen unter dem Meer von Jules Verne aus den Jahren 1869–1870. Der Film wurde von The Asylum produziert.

## Handlung
Das U-Boot USS Scotia ist auf Tauchfahrt im Marianengraben. Unvermittelt steigt die Wassertemperatur, und das Sonar zeigt einen unbekannten Kontakt. Kurze Zeit später wird das U-Boot von einer künstlichen Riesenkrake bis auf den Meeresgrund gezogen. Die Besatzung scheint verloren. Das Kriegsschiff USS Lincoln entsendet das Rettungs-U-Boot Argonaut 3, um die Seeleute zu retten. An Bord ist eine neue Technologie, Oxygenator genannt. Dieser wandelt Wassermoleküle in eine große Luftblase um. Das Rettungsteam steht unter dem Kommando von Lieutenant Michael Aronnax und seiner Ex-Frau Lieutenant Commander Lucille Conciel.
In rund 30.000 Fuß Tiefe entdecken sie die USS Scotia, doch beim Andocken tauchen Probleme auf. Der Sauerstoffgehalt an Bord der Argonaut 3 sinkt rapide, und die gesamte Besatzung wird bewusstlos. Als sie aufwachen, befinden sie sich alle an Bord eines völlig unbekannten, für mehrere tausend Personen konstruierten riesigen U-Boots mit dem Namen Nautilus. Anschließend stellt sich ihnen der Kapitän namens Kapitän Nemo vor und erklärt sie zu Gefangenen. Er hat das sagenumwobene, im Meer versunkene Atlantis entdeckt. Um es wieder zum Leben zu erwecken, benötigt er den Oxygenator. Er versucht alle zu überreden, die Seiten zu wechseln, was jedoch nicht in Frage kommt. Die gesamte Besatzung der Argonaut 3 wird einer Gehirnwäsche unterzogen, doch Aronnax kann fliehen und seine Leute gerade noch rechtzeitig retten.
Zwischenzeitlich hat Nemo ein U-Boot der US Navy durch seine Riesenkraken zerstört. Aronnax entdeckt die Nuklearraketen der USS Scotia an Bord der Nautilus. Um sich und Atlantis zu schützen, will Nemo mittels dieser Raketen die gesamte US-Navy-Flotte an der Meeresoberfläche zerstören. Aronnax und seine Mannschaft können in die Argonaut 3 fliehen und fahren zur USS Scotia. Sie setzen den Oxygenator ein, so dass das Wasser in ihr vollständig in Sauerstoff umgewandelt wird. Der Großteil der Besatzung wird dadurch gerettet. Aronnax schickt die unbemannte Argonaut 3 Richtung Nautilus. Beim Zusammenstoß explodiert die Nautilus, und Kapitän Nemo wird getötet.
Die USS Scotia steigt wieder Richtung Oberfläche, als Conciel, die sämtliche Pläne und Aufzeichnungen Nemos retten konnte, ihren Ex-Mann Aronnax leidenschaftlich küsst.

## Kritik
„Der verdiente B-Action-Veteran Lorenzo Lamas (‚Renegade‘) hat nun auch mal bei The Asylum angeheuert und betätigt sich als Unterwasserforscher mit Lizenz zum Ballern in einer schlicht, aber effektiv gestrickten Low-Budget-Variante des ähnlichnamigen Jules-Verne-Klassikers. Ein computeranimierter Monster-Oktopus und das versunkene Atlantis verbreiten moderates fantastisches Flair in einem sonstenfalls weitgehend von Spaziergängen durch Heizungskellerfluchten und Ehekonflikten der beteiligten Helden geprägten Actionzwirn. Für SF-Vielseher.“